# 1944년 한국-중국 국경 지역 지진
1944년 한국-중국 국경 지역 지진 또는 1944년 압록강 하구 지진은 1944년 12월 19일 한국-중국 국경지대인 중국 랴오닝성 단둥 시 둥강 시에서 일어난 모멘트 규모 Mw6.6-6.8의 지진이다. 지진 발생 당시엔 일제강점기 조선과 만주국의 국경 지대였다. 이 지진은 한반도 전역에서 감지되었다. 일본에서도 규슈 북부의 나가사키현, 사가현, 가고시마현과 혼슈의 히로시마현에서 일본 기상청 진도 계급 최대 진도1을 관측하였다.
지진 12일 전에 일본 구마노나다에서 일어난 도난카이 지진인 쇼와 도난카이 지진이 단층을 자극시켜 일으킨 유발지진인 것으로 추정된다.

## 추정 규모
1944년 일어난 압록강 하구 지진의 규모는 여러 학자나 기관에서 서로 다르게 추정하고 있다. 이 지진에 대해 기록한 최초의 서적인 1960년 리샨방의 "중국지진목록"에서는 지진 진원지를 서조선만 중앙으로 추정하고 규모를 대략 M6.75라고 추정했다. 국제지진센터에서는 1944년 지진의 규모를 Mw6.8로 추정하고 진원 깊이는 35.0km라고 밝혔다. "조선지진목록"에 기재된 1944년 지진에서도 역시 규모 M6.8이라 추정하고 있다. 1952년 일본 중앙기상관측소에서 발표한 지진 규모는 대략 M7.1이라고 추정했다.

## 흔들림 및 피해
1955년 리게위가 평양지진센터와 중국 랴오닝성 지진국 기록을 분석한 결과, 수정 메르칼리 진도 계급 기준 중국 단둥시, 둥강시, 좡허시 및 현재 북한의 룡천군과 같은 서조선만 연안 지역에서 대략 VI(6)에 해당하는 진동이 있었던 것으로 추정했다. 이 외에도 일본 규슈 및 혼슈 일부 지역에서도 일본 기상청 진도 계급 최대 진도1의 미약한 진동을 관측하였다.
기록에서는 단둥시에서 지진으로 오래된 집 2채가 무너져 3명이 부상을 입었다는 기록이 있다. 또한 둥안현 및 신농향에서는 여러 주택이 무너졌다고 한다. 북한의 룡천군 기록에서는 지진이 일어나 걷거나 서 있을 수 없을 정도로 땅이 흔들렸다는 기록이 있다.

## 같이 보기
- 유발지진
- 쇼와 도난카이 지진
- 1917년 압록강 하구 지진